# 明天更美麗
《明天更美麗》是大愛電視一部描寫慈濟基金會志工陳美麗真實人生的電視劇，由吳皓昇、翁家明、郁方、王宇婕、田家達主演，於2013年1月18日在大愛電視《大愛劇場》播出。中天娛樂台於2013年1月18日21:00播出，是《大愛劇場》首部在中天娛樂台播出的連續劇。

## 播出時間
以下時間以當地時間（台灣時間）為準

### 首播
| 片名       | 頻道       | 所在地 | 播放日期      | 播放時間  |
| ---------- | ---------- | ------ | ------------- | --------- |
| 明天更美麗 | 大愛電視台 | 台灣   | 2013年1月18日 | 20:00播出 |
| 明天更美麗 | 中天娛樂台 | 台灣   | 2013年1月18日 | 21:00播出 |

### 重播
| 片名       | 頻道       | 所在地 | 播放日期      | 播放時間      |
| ---------- | ---------- | ------ | ------------- | ------------- |
| 明天更美麗 | 大愛電視台 | 台灣   | 2013年1月18日 | 下午4:00播出  |
| 明天更美麗 | 中天娛樂台 | 台灣   | 2013年1月18日 | 早上11:00播出 |

## 故事大綱
命運安排他們相識，愛讓他們走進彼此的生命...
陳美麗(郁方飾)出生在大稻埕，四歲那年，二戰結束，被日本人拉去充軍的父親從南洋回來。由於是第一個孩子，陳父(翁家明飾)對美麗甚是寵愛，加上祖母(梅芳飾)的溺愛，養成了美麗的任性。美麗初中畢業後一心想就業，拒絕考高中，父女發生嚴重的衝突；所幸她的打字專長發揮功用，考上公家機關當打字員，總算在陳父面前爭了一口氣。真正讓美麗改變的是陳父經營的五金行的夥計—李明忠(吳皓昇飾)。明忠家境清寒，初中畢業後，家裡無法供他繼續升學，於是去五金行當夥計。一心向學的他考上夜校，為了籌措註冊費向陳父借錢。明忠刻苦向上的精神感動了美麗，二人開始交往。
一轉眼，美麗已經十八歲，出落得像一朵花，追求她的人不少，可她心裡只有明忠。明忠退伍後，陳父希望他回五金行工作；明忠卻想另謀發展，證明自己有能力給美麗幸福。「天公疼憨人」，明忠因緣際會進入一家冷凍空調公司，做得有聲有色。不久，老闆因病想結束公司；明忠籌措資金，和同事把公司頂了下來，成為股東之一。事業有成的明忠，和美麗有情人終成眷屬。
結婚當天，美麗才知道明忠的媽媽是後母(顏嘉樂飾)，明忠的親生母親(黃雅珉飾)在明忠十歲那年因病去世，家裡因為母親的醫藥費，一貧如洗，讓他深深感受到「因病而貧」的無奈和痛苦。美麗這才發現自己多麼幸福，知福惜福，她要給明忠一個快樂的家庭。
李家是個大家庭，三個媳婦要輪流煮飯，沒有做過家事的美麗狀況百出，所幸有大嫂、二嫂包容。不久，三個兒子陸續出生，一向重男輕女的公公很開心，但老人家溺愛孫子的教育觀念和美麗格格不入，衝突常常一觸即發；明忠夾在中間，好生為難。此時的明忠生意做得有聲有色，早出晚歸，教養三個孩子的責任遂落在美麗身上。美麗要上班、又要照顧好家，可說是蠟燭兩頭燒。明忠生意好，應酬就多，經常三更半夜醉醺醺地回家。有次美麗氣不過，帶著孩子回娘家，媽媽告訴美麗「賺再多的錢也換不回孩子的真」；於是美麗決心辭去工作，專心照顧家庭、協助明忠。
李父(龍天翔飾)去世後，明忠一家人搬離老宅、住進公寓。生活開銷增加，美麗對兒子的栽培不遺餘力，送他們去學小提琴，每個孩子都有自己的小提琴。美麗的辛苦終於得到回饋：一次比賽中，大兒子敏駿的音樂天賦，引起外國教授的關注，有意推薦敏駿去維也納深造。明忠夫妻擔心敏駿年紀小、不懂得照顧自己，萬一氣喘病發作，後果不堪設想，拒絕教授的美意。敏駿沮喪之餘，把小提琴藏封起來，將全部的心思放在課業上。
一轉眼，敏駿(田家達飾)已是中國醫藥學院公共衛生系的應屆畢業生，老二敏聰(曾子益飾)就讀大華工專(現大華科技大學)，最讓人操心的老三敏順(薛人碩飾)經歷一番折騰後，也進了二專就讀。在這其間已接觸慈濟的美麗將師父募款建醫院的善念告訴孩子們，也提到師父說良醫難尋，明忠也說出自己「因病而貧」的痛苦記憶，敏駿和敏聰深受感動因而相約重考大學，希望也能成為一位助人的良醫。皇天不負苦心人，敏駿考上中國醫藥學院中醫系，兼修西醫；敏聰則考上中山醫學院復健系；敏順當兵回來也找到讓他發揮所長的工作。明忠、美麗終於放寬心，全力投入慈濟，孩子們在耳濡目染下也開始接觸慈濟。
敏駿選擇去花蓮慈院實習，當作他是他實踐信念的第一步，畢業後留任並選擇專供小兒腎臟專科，陪他走過這漫長的十年歲月，就是他現在的妻子陳秀貴。二人結識於學佛營，當時秀貴(王宇婕飾)是慈濟護校的學生，敏駿開朗的個性和帥氣的外表，深深吸引少女情懷的秀貴，但年齡、學歷的差距卻成為他們日後交往的障礙。
秀貴為了證明自己有能力陪伴敏駿走在行醫的道路，護校畢業後考上中山醫學院，畢業後再攻讀慈濟大學碩士。秀貴的努力感動了明忠與美麗：明忠與美麗同意秀貴與敏駿結婚，並感謝秀貴對敏駿一路走來的相伴和鼓勵。
敏駿看診時「視病如親」的好口碑，很快地傳了出去。有醫院聞風而來，高薪挖角；敏駿不為所動，始終堅持信念，心在慈院。不久，因表現優異，敏駿被派往慈院潭子分院擔任小兒科主任。
草創時期的潭子分院因人手不足，一個人得當幾個用。認真負責的敏駿經常忘記吃飯，自動留守，幾乎以醫院為家。曾經在醫院實習過的秀貴很能理解敏駿的心情，沒有一句怨言，默默地擔負起照顧兒子楚庠的責任，只要求敏駿要照顧好自己：沒有健康的身體，什麼理想抱負都是空談。
敏駿病倒了！緊急送醫，說是由於長期過勞導致心律不整，嚴重時會造成心臟供血失常，危及生命，手術不難，但最重要的是休養。出院回家，秀貴擅自替敏駿請了一個月的假，強迫他好好休養。敏駿放心不下病人，偷偷溜回醫院巡房。秀貴發現，又氣又傷心，要敏駿辭去醫師的工作；敏駿不願對病患失信，堅決不辭職，甘心承受體能的挑戰，夫妻爆發結婚以來最嚴重的口角。
明忠夫妻想到敏駿多年的努力將付之一炬，很不捨，但為了敏駿的健康，又開不了口去勸秀貴，不知如何是好。正巧師父行腳到台中，美麗得知，立刻帶秀貴去向師父請益。師父說「莫忘初衷」。秀貴當下驚覺自己太感情用事，忘了敏駿當初立志學醫的目的，只要把敏駿的身體照顧好，有什麼好擔心的？而她的責任就是扮演好後盾的角色，讓敏駿無後顧之憂，在行醫的道路上繼續努力前進！
他，「因病而貧」的痛苦往事，成為兒子學醫的動力...
他，「志為良醫」的信念，彌補了父親當年的遺憾...
她，堅定不移的愛，激勵丈夫由夥計變老闆...
她，無怨無悔的情，支撐丈夫行醫的腳步永不停歇...
家，愛的園地，他們齊心灌溉，讓明天綻放出美麗的花朵...

## 演員列表

### 主要演員
| 演員   | 角色         | 介紹 | 備註 |
| 郁方   | 陳美麗(成年) | 本劇女主角，李明忠之妻 任性的千金小姐，排行老大。違背父親意思不繼續升學，考上公家機關打字員，與五金行伙計明忠相戀結婚。從小沒吃過苦頭，嫁入明忠大家庭，必需適應後媽掌握家裡經濟來源，美麗總是心存善意、和顏以對公婆，對大嫂、二嫂的幫忙也心存感激。好強的美麗想當職業婦女，家庭工作兩頭燒。 |      |
| 楊佩潔 | 陳美麗(少年) | 本劇女主角，李明忠之妻 任性的千金小姐，排行老大。違背父親意思不繼續升學，考上公家機關打字員，與五金行伙計明忠相戀結婚。從小沒吃過苦頭，嫁入明忠大家庭，必需適應後媽掌握家裡經濟來源，美麗總是心存善意、和顏以對公婆，對大嫂、二嫂的幫忙也心存感激。好強的美麗想當職業婦女，家庭工作兩頭燒。 |      |
| 吳皓昇 | 李明忠(成年) | 本劇男主角，陳美麗之夫 從小因母親生病早逝，而體認「因病而貧」對家庭所帶來的傷害，早熟個性的他，勤奮上進，半工半讀，努力工作，很有生意頭腦，事業經營的有聲有色。 |      |
| 林囿成 | 李明忠(少年) | 本劇男主角，陳美麗之夫 從小因母親生病早逝，而體認「因病而貧」對家庭所帶來的傷害，早熟個性的他，勤奮上進，半工半讀，努力工作，很有生意頭腦，事業經營的有聲有色。 |      |
| 傅顯捷 | 李明忠(童年) | 本劇男主角，陳美麗之夫 從小因母親生病早逝，而體認「因病而貧」對家庭所帶來的傷害，早熟個性的他，勤奮上進，半工半讀，努力工作，很有生意頭腦，事業經營的有聲有色。 |      |
| 胡利   | 李春代(成年) | 李明忠之妹 李家老么，三哥明忠非常寵愛春代，明忠當兵前，還交代春代要幫忙多關心美麗，認真樸實的她，和美麗感情好到情同姐妹。由於阿雪姨把她當作親生女兒看待，春代是這個家族繼阿雪姨之後，第一個成為慈濟委員的人。                                                                               |      |
| 陳詩穎 | 李春代(少年) | 李明忠之妹 李家老么，三哥明忠非常寵愛春代，明忠當兵前，還交代春代要幫忙多關心美麗，認真樸實的她，和美麗感情好到情同姐妹。由於阿雪姨把她當作親生女兒看待，春代是這個家族繼阿雪姨之後，第一個成為慈濟委員的人。                                                                               |      |
| 鄧筠庭 | 李春代(童年) | 李明忠之妹 李家老么，三哥明忠非常寵愛春代，明忠當兵前，還交代春代要幫忙多關心美麗，認真樸實的她，和美麗感情好到情同姐妹。由於阿雪姨把她當作親生女兒看待，春代是這個家族繼阿雪姨之後，第一個成為慈濟委員的人。                                                                               |      |
| 田家達 | 李敏駿(成年) | 李明忠、陳美麗長子 明忠長子，從小就學習小提琴，曾因為太優秀受邀到威尼斯表演，但由於氣喘及父母不捨，放棄了到國外進修音樂的機會。讀書對敏駿來說是輕而易舉的事，順利考上醫學院，完成了父母的夢想，往志為良醫的道路邁進。                                                                       |      |
| 傅顯皓 | 李敏駿(少年) | 李明忠、陳美麗長子 明忠長子，從小就學習小提琴，曾因為太優秀受邀到威尼斯表演，但由於氣喘及父母不捨，放棄了到國外進修音樂的機會。讀書對敏駿來說是輕而易舉的事，順利考上醫學院，完成了父母的夢想，往志為良醫的道路邁進。                                                                       |      |
| 趙柏翰 | 李敏駿(童年) | 李明忠、陳美麗長子 明忠長子，從小就學習小提琴，曾因為太優秀受邀到威尼斯表演，但由於氣喘及父母不捨，放棄了到國外進修音樂的機會。讀書對敏駿來說是輕而易舉的事，順利考上醫學院，完成了父母的夢想，往志為良醫的道路邁進。                                                                       |      |
| 曾子益 | 李敏聰(成年) | 李明忠、陳美麗次子 沉默老實的個性，總是默默地做著該做的事，在家會幫忙煮飯、作家事，行為舉止比大哥還成熟，視大哥-敏駿的學習為目標，為了考上醫學院，跪在椅子苦讀，如願以償考上中山醫學院的復健系，因而結識妻子思薇。                                                                          |      |
| 傅顯誠 | 李敏聰(少年) | 李明忠、陳美麗次子 沉默老實的個性，總是默默地做著該做的事，在家會幫忙煮飯、作家事，行為舉止比大哥還成熟，視大哥-敏駿的學習為目標，為了考上醫學院，跪在椅子苦讀，如願以償考上中山醫學院的復健系，因而結識妻子思薇。                                                                          |      |
| 陳彥豪 | 李敏聰(童年) | 李明忠、陳美麗次子 沉默老實的個性，總是默默地做著該做的事，在家會幫忙煮飯、作家事，行為舉止比大哥還成熟，視大哥-敏駿的學習為目標，為了考上醫學院，跪在椅子苦讀，如願以償考上中山醫學院的復健系，因而結識妻子思薇。                                                                          |      |
| 薛人碩 | 李敏順(成年) | 李明忠、陳美麗么子 最讓父母頭痛的孩子，學習常是三分鐘熱度，課業表現不佳，耐心不足。三兄弟中，最早成家立業生小孩。 |      |
| 陳昱丞 | 李敏順(少年) | 李明忠、陳美麗么子 最讓父母頭痛的孩子，學習常是三分鐘熱度，課業表現不佳，耐心不足。三兄弟中，最早成家立業生小孩。 |      |
| 周伯宇 | 李敏順(童年) | 李明忠、陳美麗么子 最讓父母頭痛的孩子，學習常是三分鐘熱度，課業表現不佳，耐心不足。三兄弟中，最早成家立業生小孩。 |      |
| 黃雅珉 | 阿雪姨       | 李明忠之母胞妹 李母親妹妹，李母過世後，阿雪姨常幫忙照顧明忠、春代，因緣際會下，介紹美麗、春代接觸慈濟。 |      |
| 黃雅珉 | 李母         | 李明忠之母 生病早逝 |      |
| 龍天翔 | 李父         | 李明忠之父，本名"李骨" 明忠的父親，第一任妻子病重往生，再娶另一任太太作為孩子的後母。家中作糕餅店生意，本身也是一位糕餅師傅。李骨中意美麗當他的媳婦，對美麗家照顧有佳，颱風天還不顧風雨地送糧食到美麗的住處。對於美麗生三個孫子，非常滿意，並且寵溺孫子。                                   |      |
| 顏嘉樂 | 後媽         | 李骨第二任妻子 李骨的第二任妻子，帶著兩個女兒淑芬、淑月嫁進李家，掌管家中經濟大權，對自己的女兒較偏心，而忽略了春代。對每個小孩盡量講求公平。 |      |
| 王宇婕 | 陳秀貴       | 李敏駿之妻 年紀雖小敏駿十歲，做事謹慎認真，主動積極的女生，對於想要得到的人、事、物，會用盡心力去追求。因為本身學醫所以非常支持敏駿朝慈濟醫療體系之路邁進，在敏駿曾經病倒、猶豫徬徨時，一直守護在他的身邊全力支援他。                                                                       |      |
| 李姝妍 | 思薇         | 李敏聰之妻 和敏聰是學生時期的班對，畢業後和敏聰一起在同一家醫院工作，跟李家家人相處融洽，最後和敏聰結婚，因為跟秀貴在佛學營認識，支持秀貴跟敏駿在一起。 |      |
| 許翠雪 | 洪志慧       | 李敏順之妻 原為敏順公司的同事，李家第一個媳婦。 |      |
| 謝政男 | 李明輝       | 明忠的大哥 |      |
| 劉香君 | 碧良         | 明輝的老婆 |      |
| 楊順發 | 李明雄       | 明忠的二哥 |      |
| 陳宥綺 | 秀月         | 明雄的老婆 |      |
| 陳書婷 | 淑月(成年)   | 李家後媽的女兒 |      |
| 盧以恩 | 淑月(少年)   | 李家後媽的女兒 |      |
| 林妤庭 | 淑芬(成年)   | 李家後媽的女兒 |      |
| 陳宣婷 | 淑芬(少年)   | 李家後媽的女兒 |      |
| 鄭昱霆 | 郭政和(成年) | 某貿易公司的小老闆 |      |
| 吳忠諺 | 郭政和(少年) | 某貿易公司的小老闆 |      |
| 馮惠民 | 碧雲(成年)   | 美麗在打字行同學 |      |
| 林建萱 | 碧雲(少年)   | 美麗在打字行同學 |      |
| 王子華 | 阿貴         | 美麗家五金行的員工 |      |
| 敖克成 | 阿勇         | 美麗家五金行的員工 |      |
| 鄭浚廷 | 宜宗         | 陳家美麗的弟弟 |      |
| 李威楷 | 宜安         | 陳家美麗的弟弟 |      |
| 耿慧珠 | 崇邦母       | 陳崇邦的媽媽 |      |
| 方大緯 | 陳崇邦       | |      |
| 翁家明 | 陳父         | 陳美麗之父，本名"陳鎮龍" 美麗的父親，五金行老闆，表面對美麗很嚴格，內心其實很疼小孩！ |      |
| 赫容   | 陳母         | 陳美麗之母，本名"張粉" 美麗母親，在家相夫教子，在美麗婚後，給予美麗很大的支持鼓勵。 |      |
| 梅芳   | 阿嬤         | 陳美麗阿嬤、陳鎮龍之母 常到五金行觀察伙計，發現明忠是一個很好的員工，阿嬤中風時，明忠到醫院陪阿嬤復建，明忠對阿嬤的用心，阿嬤點滴記在心，早認定明忠為孫女婿，並把金戒指交給明忠。 |      |
| 黃瑄   | 柯佳佩       | 敏駿初戀女友，大學畢業後和敏駿的個性、生活環境相差甚遠，敏駿提出分手。 |      |
| 袁儷珊 | 琦琦         | 秀貴好朋友，非常關心秀貴跟敏駿交往的情形。 |      |
| 曾晴   | 秀貴母       | 秀貴之母，可愛的雜貨店老闆。 |      |
| 鄒守宏 | 阿貴         | |      |
| 劉佳旺 | 江主任       | |      |
| 蔡宜君 | 李清霖       | 護理師 |      |
| 高小惠 | 專業護理師   | |      |
| 侯傑   | 劉老闆       | |      |

### 特別演出
| 演員   | 角色       | 介紹                                                                                         | 備註 |
| 鄭平君 | 賴師傅     | 跟明忠一起合夥創業的師傅                                                                     |      |
| 吳鈴山 | 康醫師     | 牙醫，因時常到秀貴家的雜貨店買東西，認識了老闆娘和秀貴，介紹秀貴到自己診所當助手，喜歡秀貴。 |      |
| 嚴藝文 | 小凱的媽媽 |                                                                                              |      |
| 蕭瑤   | 病童的母親 | 小孩因為腎臟衰竭而亡，難過的母親，是敏駿決定研究小兒腎臟科的起因。                           |      |
| 闕水源 | 老吳       | 美麗保險公司清潔工                                                                           |      |

## 大愛會客室名單
| 集數   | 日期          | 來賓                           |
| 第01集 | 2013年1月18日 | 吳皓昇、郁方、楊曼麗、龐宜安   |
| 第02集 | 2013年1月19日 | 李明忠、林囿成                 |
| 第03集 | 2013年1月20日 | 李明忠、李春代                 |
| 第04集 | 2013年1月21日 | 陳美麗、翁家明                 |
| 第05集 | 2013年1月22日 | 李春代、李明忠                 |
| 第06集 | 2013年1月23日 | 吳皓昇、郁方、陳美麗           |
| 第07集 | 2013年1月24日 | 陳崇邦、李春代                 |
| 第08集 | 2013年1月25日 | 郁方、翁家明                   |
| 第09集 | 2013年1月26日 | 吳皓昇、李明忠、陳美麗         |
| 第10集 | 2013年1月27日 | 李明忠、吳皓昇                 |
| 第11集 | 2013年1月28日 | 陳美麗、李明忠                 |
| 第12集 | 2013年1月29日 | 陳美麗、郁方                   |
| 第13集 | 2013年1月30日 | 陳崇邦、李春代、李明忠         |
| 第14集 | 2013年1月31日 | 陳美麗、李明忠、吳皓昇         |
| 第15集 | 2013年2月1日  | 李明忠、陳美麗、吳皓昇         |
| 第16集 | 2013年2月2日  | 陳美麗、簡秀月、陳碧良         |
| 第17集 | 2013年2月3日  | 郁方、陳美麗                   |
| 第18集 | 2013年2月4日  | 陳美麗、吳皓昇、翁家明         |
| 第19集 | 2013年2月5日  | 李敏駿、李敏聰、李敏順         |
| 第20集 | 2013年2月6日  | 陳美麗、李明忠、陳碧良         |
| 第21集 | 2013年2月7日  | 吳皓昇、郁方                   |
| 第22集 | 2013年2月8日  | 陳美麗、李明忠、李敏駿         |
| 第23集 | 2013年2月9日  | 陳美麗、田家達、曾子益、薛人碩 |
| 第24集 | 2013年2月10日 | 陳美麗、李明忠、李春代         |
| 第25集 | 2013年2月11日 | 李敏駿、李敏聰、李敏順         |
| 第26集 | 2013年2月12日 | 陳美麗、薛人碩                 |
| 第27集 | 2013年2月13日 | 陳美麗 、李敏聰、曾子益        |
| 第28集 | 2013年2月14日 | 陳美麗、田家達                 |
| 第29集 | 2013年2月15日 | 田家達、王宇婕                 |
| 第30集 | 2013年2月16日 | 陳美麗、李明忠                 |
| 第31集 | 2013年2月17日 | 李敏聰、曾子益、田家達         |
| 第32集 | 2013年2月18日 | 李敏駿、王宇婕                 |
| 第33集 | 2013年2月19日 | 陳美麗、薛人碩、田家達         |
| 第34集 | 2013年2月20日 | 李敏駿、王宇婕、李明忠         |
| 第35集 | 2013年2月21日 | 田家達、王宇婕、李敏駿         |
| 第36集 | 2013年2月22日 | 陳美麗、李明忠                 |
| 第37集 | 2013年2月23日 | 李明忠、陳美麗                 |
| 第38集 | 2013年2月24日 | 李明忠、陳美麗                 |
| 第39集 | 2013年2月25日 | 陳美麗、田家達                 |
| 第40集 | 2013年2月26日 | 李明忠、陳美麗、李敏駿         |

## 電視劇歌曲
| 曲別   | 歌名           | 演唱者         | 作詞   | 作曲   | 編曲   | 製作人          | 合聲   |
| 片頭曲 | 永遠美麗       | 曾心梅         | 吳嘉祥 | 吳嘉祥 | 吳嘉祥 | 吳嘉祥          |        |
| 片尾曲 | 滿天星光一起數 | 田家達、林欣蕾 | 十方   | 黃麗星 | 洪晟文 | 黃麗星 、洪晟文 | 黃麗星 |

## 製作團隊
- 監製：龐宜安
- 總策劃：賈玉華
- 編審：陳慧慈
- 製作人：楊曼麗、楊平方
- 編劇統籌：楊曼麗
- 編 劇：方靜儀、黃美津
- 導 演：何東興
- 製作公司：楊曼麗工作室

## 新聞
- 郁方《更美麗》賣萌 演18歲嫩妹 （页面存档备份，存于）
- 《明天更美麗》避葷腥 中天傳大愛 （页面存档备份，存于）

## 外部連結
- 大愛電視《明天更美麗》官方網站[永久]
- 中天娛樂台《明天更美麗》官方網站
- 大愛劇場官方Facebook （页面存档备份，存于）

## 作品的變遷
| 大愛電視台 週一~週日20:00~20:49       | 大愛電視台 週一~週日20:00~20:49          | 大愛電視台 週一~週日20:00~20:49 |
| ------------------------------------- | ---------------------------------------- | ------------------------------- |
|                                       | 明天更美麗 2013年1月18日－2013年2月26日  |                                 |
| 家好月圓 2012年12月9日－2013年1月17日 | 水返腳的春天 2013年2月27日－2013年4月6日 |                                 |

| 中天娛樂台 週一~週日21:00~22:00         | 中天娛樂台 週一~週日21:00~22:00          | 中天娛樂台 週一~週日21:00~22:00 |
| --------------------------------------- | ---------------------------------------- | ------------------------------- |
|                                         | 明天更美麗 2013年1月18日－2013年2月26日  |                                 |
| 全民大新聞 2012年9月24日－2013年1月17日 | 水返腳的春天 2013年2月27日－2013年4月6日 |                                 |

| 大愛電視台二台 大愛好戲成雙 周一至周日 18:00~19:30節目 | 大愛電視台二台 大愛好戲成雙 周一至周日 18:00~19:30節目 | 大愛電視台二台 大愛好戲成雙 周一至周日 18:00~19:30節目 |
| ------------------------------------------------------ | ------------------------------------------------------ | ------------------------------------------------------ |
|                                                        | 明天更美麗 2016年12月31日－2017年1月19日               |                                                        |
| 美好歲月 2016年12月11日－2016年12月30日                | 光合一加一 2017年1月20日－2017年2月7日                 |                                                        |